# Anne Bonny
Anne Bonny (Kinsale, 8 de março de 1702 – 22 de abril de 1782, possível morte) foi uma pirata irlandesa juntamente com Mary Read (1684-1721, possível morte). Foram as duas capitãs mais famosas do Caribe.

## Biografia
Era filha de um advogado nascido na Irlanda e da sua empregada. O pai deixara a Irlanda em desgraça mas criou fortuna na província da Carolina da América Britânica (hoje Carolina do Norte, nos Estados Unidos) onde adquiriu uma grande plantação.
Um pirata com o nome de James Bonny desposou Anne numa tentativa de se apossar da plantação, mas o pai de Anne deserdou-a. Bonny levou então a esposa para as Bahamas, onde ele se tornou informante do governador Woodes Rogers. Anne repugnava a covardia do marido e depressa se envolveu com Jack Rackham, um pirata de algum renome. À época, o governador Rogers havia oferecido anistia a todos os piratas.
A admiração entre Anne e Rackham era mútua. Rackham era um homem bonito, que gostava de gastar bem o espólio de guerra. Anne era uma moça bem dotada, com um espírito aventureiro e temperamento que se parecia com o de qualquer homem, isto de acordo com as levou o assunto ao Governador Rogers, que determinou que Anne seria açoitada e teria que voltar ao marido. Assim, uma noite, Jack Rackham e Anne passaram despercebidos no porto, roubaram uma embarcação e começaram uma vida de pirataria juntos.
Anne lutou vestindo-se como homem. Era exímia no uso da pistola e da espada, e considerada tão perigosa quanto qualquer pirata masculino.
Em outubro de 1720, em retribuição ao seu informante, o governador da Jamaica, ouvindo falar na presença de Jack Rackham enviou uma embarcação armada para intervir e capturá-lo. O navio "Revenge" do capitão Jack Rackham foi capturado de surpresa e para o desânimo de Anne, os piratas não lutaram (já que estavam bêbados demais para tal ato) deixando todo o trabalho para Mary e Anne, que após duas horas de batalha foram capturadas.
Anne Bonny e Mary Read confessaram o próprio sexo, se declarando culpadas, mas grávidas. Seriam enforcadas depois que dessem à luz. Mary Read escapou do carrasco ao morrer de febre na prisão, já Anne saiu da prisão por motivos desconhecidos. Acredita-se que sua fiança tenha sido paga pelo seu rico pai, ou que ambas escaparam da prisão (já que o registro funerário de Mary nunca foi encontrado).
Homenagens
- Musica: Anne Bonny - Jimmy & Rats